# Ameranna
Ameranna is een geslacht van weekdieren uit de klasse van de Gastropoda (slakken).

## Soorten
- Ameranna florida (Garcia, 2008)
- Ameranna milleri (Nowell-Usticke, 1959)
- Ameranna royalensis (Watters, 2009)
- Ameranna willemsae (De Jong & Coomans, 1988)